# Maciej Krawczyński
 Maciej Robert Krawczyński (ur. 5 grudnia 1967) – polski okulista i genetyk kliniczny, profesor medycyny. 

## Życiorys
Dyplom lekarski, doktorat oraz habilitację zdobywał na poznańskiej Akademii Medycznej (obecnie Uniwersytet Medyczny). Doktoryzował się w 1997 roku na podstawie pracy pt. "Świadomość ryzyka genetycznego i zapotrzebowanie na poradnictwo genetyczne w rodzinach dzieci z wadami wrodzonymi". Habilitował się w 2004 roku na podstawie dorobku naukowego i rozprawy pt. "Wrodzone wady rozwojowe i genetycznie uwarunkowane choroby narządu wzroku". W 2014 został mu nadany tytuł naukowy profesora nauk medycznych.
Na macierzystej uczelni pełni funkcję profesora w Katedrze i Zakładzie Genetyki Medycznej oraz kierownika Pracowni Poradnictwa Genetycznego w Chorobach Narządu Wzroku. Ponadto jest prodziekanem Wydziału Lekarskiego I. 
Jest członkiem Polskiego Towarzystwa Okulistycznego oraz Polskiego Towarzystwa Genetyki Człowieka. 
Jest współredaktorem (wraz z K. Pecold) podręcznika „Oczodół, powieki i układ łzowy" (wyd. 2005, ISBN 83-89581-32-9). Publikował w czasopismach krajowych i zagranicznych. Jest recenzentem prac z zakresu genetyki klinicznej czasopisma Klinika Oczna. Tłumacz szeregu prac okulistycznych wydanych w języku angielskim, m.in. podręcznika "Gonioskopia. podręcznik i atlas" wydanego w języku polskim w 2004 roku pod redakcją Marty Misiuk-Hojło.

## Odznaczenia
- Złoty Krzyż Zasługi (2020)[5]